# SEAC (Computer)

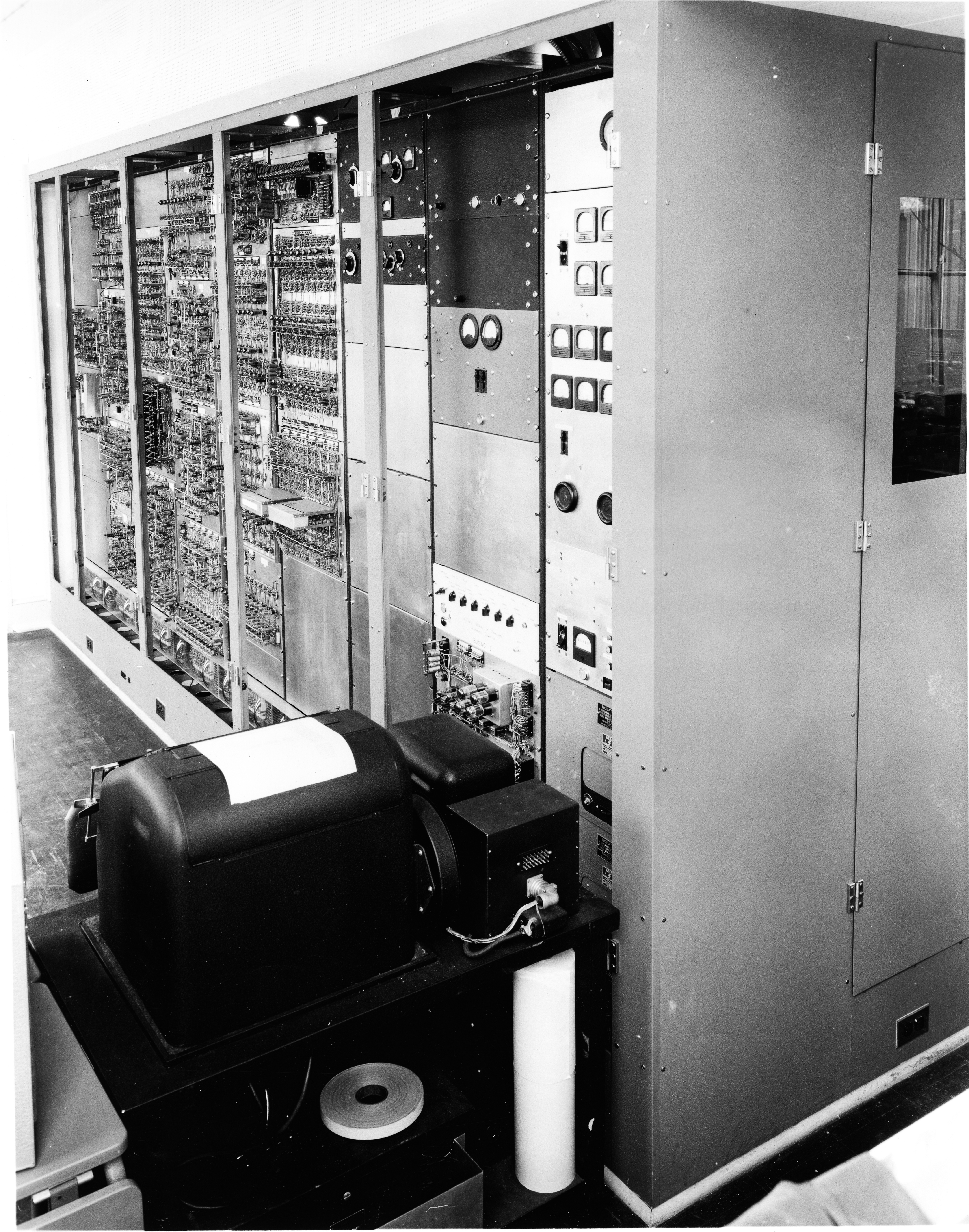
SEAC mit Steuereinheit im initialen Bauzustand 1950

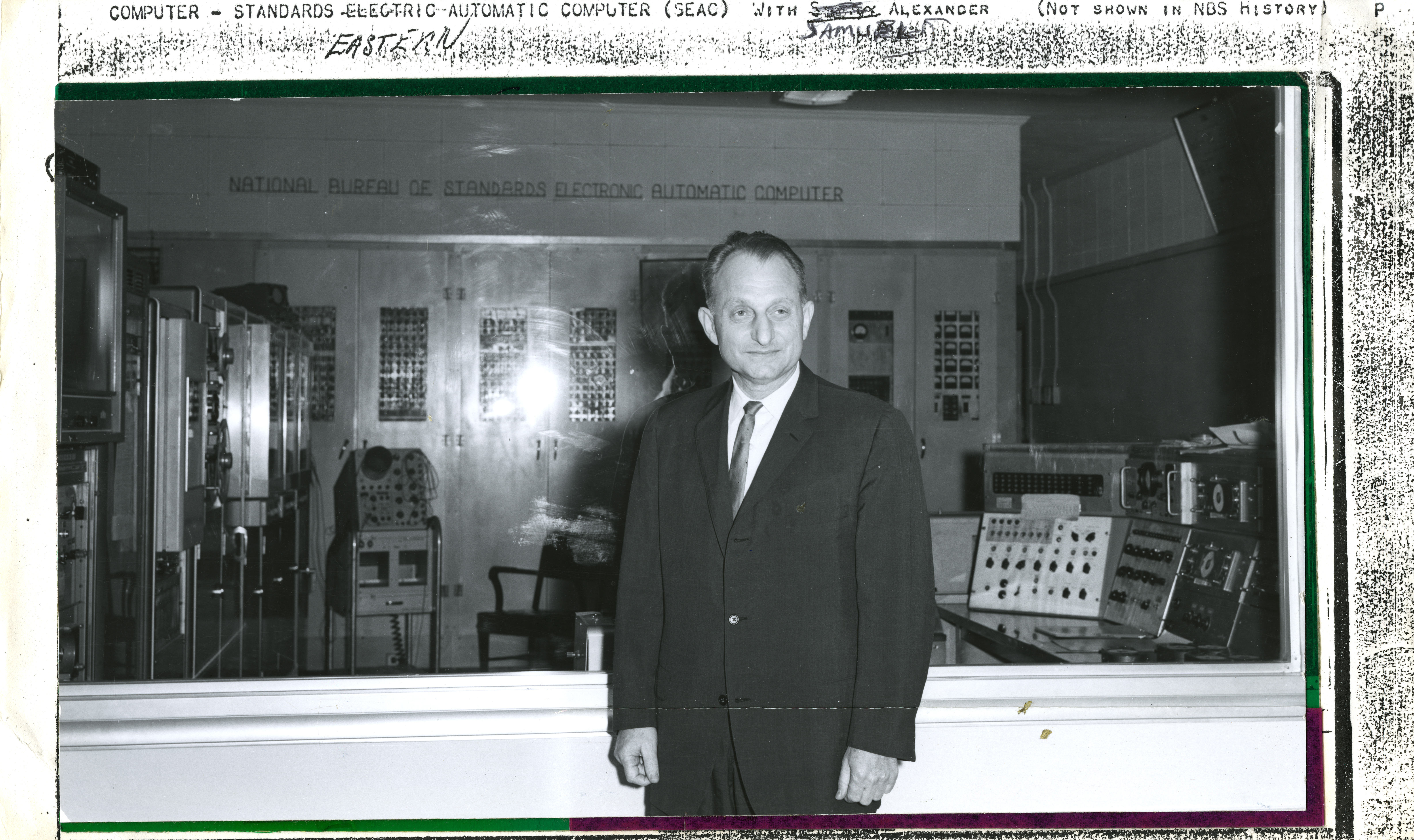
Samuel N. Alexander vor SEAC

SEAC, die Abkürzung steht für englisch Standards Eastern Automatic Computer, war im Jahr 1950 einer der ersten digitalen Computer am National Bureau of Standards (NBS, heute NIST). SEAC war vom NBS als Übergangsrechenanlage zu dem noch nicht verfügbaren Nachfolgerechner DYSEAC geplant, und durch einen vergleichsweise einfachen und schnell durchzuführenden Aufbau der Rechenanlage gekennzeichnet.
Der Computer diente wissenschaftlichen Berechnungszwecken, beispielsweise zur Dimensionierung des ersten Protonensynchrotron, den Anfängen im Bereich der Bildverarbeitung und der Berechnung der Wellenfunktion des Heliumatoms. Entwickelt wurde SEAC von einem Team um Samuel N. Alexander, im April 1950 in Betrieb genommen und im Mai 1950 in regulären Betrieb übernommen. Die Rechenanlage war bis in das Jahr 1960 in Betrieb. Im Jahre 1964 wurden Teile von SEAC der Smithsonian Institution als Museumsstücke übergeben.

## Aufbau
SEAC war ein Röhrencomputer bestehend anfangs aus 747 Elektronenröhren, später auf ca. 1500 Elektronenröhren erweitert. Seine Architektur basierte auf den Vorgängermodell dem Electronic Discrete Variable Automatic Computer (EDVAC) und im Gegensatz zu diesem wurden im SEAC runde 10.500 der damals neuartigen Germaniumdioden eingesetzt. Der Rechner stellt damit den technologischen Übergang zu der Halbleitertechnik im Bereich der Computertechnik dar. Später wurde auch die Anzahl der Germaniumdioden auf ca. 16.000 erhöht. Die Dioden wurden primär zur Realisierung von logischen Verknüpfungen wie der Und-Verknüpfung eingesetzt, die Elektronenröhren wurden zur Signalverstärkung und dem Aufbau von Speicherelementen in Form der Williamsröhre verwendet.
Der Rechner bestand weiter aus 64 akustischen Verzögerungsleitungen, welche der kurzzeitigen Datenspeicherung von 512 Bits dienten. Die Wortbreite betrug 45 Bit. Die zentrale Recheneinheit konnte in der Anfangskonfiguration 11 verschiedene Befehle ausführen, unter anderem die Festkommaberechnungen Addition, Subtraktion, Multiplikation und Division, daneben noch Vergleichsbefehle und Anweisungen für die Ein- und Ausgabe. In späteren Ausbaustufen wurde die Anzahl der Befehle auf 16 gesteigert.
Bei einer Taktfrequenz knapp unter 1 MHz konnte SEAC eine Festkommaaddition in 864 µs ausführen, eine Multiplikation dauerte fast 3 ms.